# Campeonato de España de Atletismo en pista cubierta de 1974
El X Campeonato de España de Atletismo en pista cubierta, se disputó el día 16 de febrero de 1974 en las instalaciones deportivas de Palacio de los Deportes, Madrid, España.

## Resultados

### Hombres
| Evento              | Oro                          | Plata                         | Bronce                         |
| ------------------- | ---------------------------- | ----------------------------- | ------------------------------ |
| 60 m                | Juan Sarrasqueta 6.7         | José Luis Sánchez Paraíso 6.8 | Javier Martínez 6.8            |
| 400 m               | Adolfo Benito 48.9           | Leopoldo Puertas 48.9         | Héctor Hermida 50.6            |
| 800 m               | Juan Borraz 1:52.6           | Andrés Balbé 1:50.0           | Antonio Fernández Ortiz 1:53.9 |
| 1500 m              | José Antonio Martínez 3:56.1 | Francisco Gordillo 3:57.5     | Joaquín Sánchez 3:57.8         |
| 3000 m              | Saturnino Arcones 8:40.4     | Juan Gil 8:47.4               |                                |
| 60 m vallas         | Jorge Zapata 7.9             | Gerardo Calleja 8.1           | Eduardo Rodríguez 8.2          |
| Salto de altura     | Martí Perarnau 2,14          | José D. González 2,10         | Luis María Garriga 2,01        |
| Salto con pértiga   | Efrén Alonso 4,60            | Servando Hernández 4,50       | Javier Consegal 4,40           |
| Salto de longitud   | Rafael Blanquer 7,71         | José de Sola 7,51             | Juan José Azpeitia 7,49        |
| Triple salto        | Alberto Santamaría 15,80     | Mariano Pérez 15,76           | Ramón Cid 15,50                |
| Lanzamiento de peso | Manuel Ruiz Parajón 15,71    | Bonifacio Allende 14,33       | Juan Briceño 14,20             |

### Mujeres
| Evento              | Oro                     | Plata                       | Bronce                  |
| ------------------- | ----------------------- | --------------------------- | ----------------------- |
| 60 m                | Pilar Fanlo 7.7         | Ela Cifuentes 7.7           | Yolanda Oroz 7.9        |
| 400 m               | Rosa Colorado 57.4      | Gloria Pujol 59.4           | Aurora Salgado 1:01.3   |
| 800 m               | Pilar Freixa 2:21.9     | Alicia Delibes 2:25.4       | Pilar Contreras 2:34.3  |
| 1500 m              | Nieves Recuero 4:56.4   | Dolores Tasende 5:04.3      |                         |
| 60 m vallas         | María José Martínez 9.1 | Matilde Bixquert 9.3        | Rosa Colorado 9.4       |
| Salto de altura     | Sagrario Aguado 1,62    | Carolina Nolten 1,62        | Isabel Mozún 1,62       |
| Salto de longitud   | Carolina Nolten 5,61    | Pilar Fanlo 5,61            | Josefina Salgado 5,56   |
| Lanzamiento de peso | Ana María Molina 13,36  | María Ángeles Muguiro 11,60 | Mercedes Ribelles 11,15 |

## Récords batidos
| Tipo              | Sexo    | Prueba          | Atleta         | Marca                |
| ----------------- | ------- | --------------- | -------------- | -------------------- |
| Récords de España | Hombres | 60 m vallas     | Jorge Zapata   | 7.9                  |
| Récords de España | Hombres | Salto de altura | Martí Perarnau | 2,14                 |
| Récords de España | Mujeres | 60 m            | Pilar Fanlo    | 7.6 (en semifinales) |